# Kenichi Shimokawa
Kenichi Shimokawa (n. 14 mai 1970) este un fost fotbalist japonez.

## Statistici
| Japonia | Japonia | Japonia |
| An      | Meciuri | Goluri  |
| ------- | ------- | ------- |
| 1995    | 1       | 0       |
| 1996    | 7       | 0       |
| 1997    | 1       | 0       |
| Total   | 9       | 0       |